# Tuszów Narodowy (gromada)
Tuszów Narodowy – dawna gromada, czyli najmniejsza jednostka podziału terytorialnego Polskiej Rzeczypospolitej Ludowej w latach 1954–1972.
Gromady, z gromadzkimi radami narodowymi (GRN) jako organami władzy najniższego stopnia na wsi, funkcjonowały od reformy reorganizującej administrację wiejską przeprowadzonej jesienią 1954 do momentu ich zniesienia z dniem 1 stycznia 1973, tym samym wypierając organizację gminną w latach 1954–1972.
Gromadę Tuszów Narodowy z siedzibą GRN w Tuszowie Narodowym utworzono – jako jedną z 8759 gromad na obszarze Polski – w powiecie mieleckim w woj. rzeszowskim na mocy uchwały nr 28/54 WRN w Rzeszowie z dnia 5 października 1954. W skład jednostki weszły obszary dotychczasowych gromad Tuszów Narodowy, Tuszów Mały i Grochowe ze zniesionej gminy Tuszów Narodowy w tymże powiecie. Dla gromady ustalono 17 członków gromadzkiej rady narodowej.
30 czerwca 1960 do gromady Tuszów Narodowy włączono wieś Babicha ze zniesionej gromady Borki Nizińskie w tymże powiecie.
31 grudnia 1961 do gromady Tuszów Narodowy włączono obszar zniesionej gromady Jaślany w tymże powiecie.
1 stycznia 1969 do gromady Tuszów Narodowy włączono obszar zniesionej gromady Sarnów w tymże powiecie.
Gromada przetrwała do końca 1972 roku, czyli do kolejnej reformy gminnej. 1 stycznia 1973 w powiecie mieleckim reaktywowano gminę Tuszów Narodowy.